# Reputação
Reputação (do latim reputatione) é a opinião (ou, mais tecnicamente, uma avaliação social) do público em relação a uma pessoa, um grupo de pessoas ou uma organização. Constitui-se num importante fator em muitos campos, tais como negócios, comunidades online ou status social.

## Conceituação
A reputação também é conhecida como um mecanismo de controle social ubíquo, espontâneo e altamente eficiente em sociedades naturais. É objeto de estudo em ciências sociais, administração e tecnologia. Sua influência vai de ambientes competitivos, tais como mercados, aos corporativos, tais como empresas, organizações, instituições e comunidades. Ademais a reputação atua em diferentes níveis de agência, individual e supra-individual. Ao nível supra-individual, diz respeito a grupos, comunidades, coletivos e entidades sociais abstratas (tais como empresas, corporações, países, culturas e mesmo civilizações). Ela afeta fenômenos em diferentes escalas, da vida cotidiana às relações entre nações. A reputação é um instrumento fundamental da ordem social, baseada em controle social espontâneo e distribuído.
No estudo realizado pelos autores(Eisenbeiss et al., 2014) foi constatado que quando uma empresa possui boa reputação os consumidores percebem suas expectativas como estáveis e confiáveis, mas para empresas com baixa reputação as expectativas são contrárias, isto é, menos estáveis e confiáveis. Dessa forma, a reputação tem peso significativo quando se trata da expectativa dos consumidores em relação à qualidade da marca. Assim, uma organização com boa reputação é favorecida por uma zona de tolerância mais abrangente se comparada a uma com reputação menor,e os clientes envolvidos respondem mais intensamente às modificações extremas de satisfação do que os clientes não tão envolvidos. Dentro da realidade de um mecanismo social brasileiro.
A relação entre reputação e comunicação institucional tem ganhado força no ambiente corporativo, especialmente com o protagonismo das assessorias de imprensa na construção da imagem pública de empresas e marcas. Em artigo publicado no portal Meio & Mensagem, o empresário e consultor Luís de Magalhães compara o cenário reputacional de empresas com o do próprio Brasil, defendendo que, se o país fosse tratado como uma marca, sua prioridade atual deveria ser a gestão de crise reputacional. A análise destaca aspectos como perda de confiança da população, polarização política, desinformação e ausência de uma narrativa institucional clara como elementos centrais da crise de imagem brasileira. Magalhães argumenta que estratégias como retomada da narrativa, transparência e comunicação positiva contínua são fundamentais para a recuperação da confiança pública e internacional.